# Gibson Les Paul Studio
La Gibson Les Paul Studio es un modelo menos costoso de guitarras Les Paul de Gibson que viene con 2 pastillas. Es usada por artistas como Jade Puget de AFI, José Madero Vizcaíno de Pxndx y Paul Landers de Rammstein.

## Historia
La Gibson Les Paul fue diseñada por el músico Lester William Polfus. El modelo fue llamado Les Paul por el nombre del mismo.
En la década de los ochenta Gibson decidió sacar al mercado una guitarra para grabar en un estudio que tuviera el sonido de una Les Paul pero que fuera más barata que el modelo Standard o Custom para aquel que quisiera poseer una Gibson Les Paul cuyo precio se ajustara al presupuesto de bolsillo. Así nació la Gibson Les Paul Studio que, aunque no tiene los bonitos acabados de sus hermanas mayores ni el mismo tratamiento, tiene el sonido característico de las Les Paul. Los primeros modelos de 1983 y las de algunos años después tenían originalmente incrustaciones de punto (dot inlays), después se introdujeron los de trapezoide y el logotipo Gibson pintado.
En los 90 se suspendió la elección de un diapasón de ébano (ebony), pero actualmente está disponible para el color Alpine White.

## Electrónica
Las especificaciones de las Studio son las mismas que en el modelo Custom: un par de pastillas del tipo humbuckers una 490R y una 498T ("R" para rhythm y "T" para (Treble), un selector de pastillas, y una perilla de tono y volumen por pastilla.
Hasta ahora es el modelo más vendido de Gibson Usa.
El pesado cuerpo de la Les Paul Studio está formado por una base de dos piezas de caoba, que le da un timbre cálido y denso, y una tapa de maple tallada, que aporta mayor definición al sonido. Otra particularidad es el mástil, que aparece encolado en vez de ser atornillado como los modelos Fender. Éste es también de caoba, y puesto que se trata de una madera porosa y relativamente blanda, presenta un perfil cercano al de una guitarra española, mucho más grueso y cuadrado que el de una Stratocaster, por ejemplo. Esto también hace que el mástil sea el punto débil de la guitarra: es muy difícil sustituir un mástil encolado, y la caoba puede romperse con más facilidad que el arce empleado en otros mástiles.
Una desventaja como en todos los modelos Les Paul es que los trastes más agudos son difíciles de alcanzar en comparación con otras guitarras que también tienen un recorte. Esto se debe a la anchura del cuerpo.

## 1983-1984
Todos los modelos con excepción de la Studio Custom y la Studio Standard, tenían un cuerpo de aliso tallado, y un brazo de arce.
El cuerpo de caoba no apareció hasta 1985.

## Caoba Vintage (Mahogany)
Este modelo tiene un cuerpo de caoba tallada, un diapasón de palorosa y unas pastillas Alnico V BurstBucker Pro humbucker pickups como las de la Gibson Les Paul Standard. Los acabados disponibles para este modelo son Worn Cherry (Cereza Mate) y Worn Brown (Café Mate) y viene con una Funda Gibson Deluxe.  

## Gothic
Entre el 2000 y el 2002 Gibson sacó al mercado una línea de seis guitarras llamadas Goth Models de color negro mate: dicha colección consistía de una Flying V, una Gibson Explorer, una Gibson SG, una Gibson Les Paul Studio y un Nikki Sixx Blackbird Bass.

## Voodoo
Esta colección, formada por las X-Plorer Voodoo, Les Paul Voodoo, Voodoo-V and Voodoo-SG, se caracteriza por la utilización de fresno en la construcción del cuerpo, que les da un sonido diferente a las gibson de caoba: esta serie fue descontinuada en 2003.

## Smartwood Studio
Está hecha de madera certificada por la Rainforest Alliance, si bien el brazo y la parte posterior están hechos de caoba, la parte superior está hecha de 6 diferentes maderas pero con buen sonido.

## Swamp Ash (fresno) Studio
Sus características son las mismas que en la Voodoo excepto en los colores disponibles. Esta serie se introdujo en 2003.
-Variaciones: 
Las primeras Studio de fresno (aprox. 2003 a 2004 años modelo) fueron producidas con diapasón de ébano. Estos modelos son importantes ya que carecen de los marcadores de diapasón. 
Los modelos actuales cuentan con un diapasón de palisandro o palo de rosa o palorosa con marcadores de punto en el diapasón.
Estos modelos están certificados por la Rainforest Alliance.

## Gem Series
La serie de 1996 venia con pastillas P-90 y en colores de piedra preciosa tales como: Amatista, Zafiro, Topacio, Esmeralda y Rubí. La serie se suspendió en 1998. 
Cabe señalar que Gibson produjo modelos con la pintura sobrante de Las Gem Series, pero estas no se consideran Gem S. genuinas, ya que no vienen con las P-90.

## Studio Custom
La Gibson Les Paul Studio Custom se fabricó entre 1984-85. Fue introducida antes de que el diseño de la Studio fuera finalizado, y tenía las características de una Standard y mezcla de otros modelos. Tenía brazo y cuerpo de caoba con tapa de arce y 3 líneas de la franja de la orilla (como en las custom normales), el hardware dorado, algunas con diapasón de palo rosa y otros de ébano, dot inlays (punto) de madre perla en lugar de los trapezoidales, brazo delgado-cónico como las estándar, los trastes bajos como la "maravilla sin trastes" (fretless wonder), y algunas con las pastillas Tim Shaw.

## Studio Standard
Fue producida en el periodo 84-86 similar a la Studio Custom, con las incrustaciones de punto, pero con una orilla simple, hardware cromado y golpeador, era disponible en diferentes colores como el famoso Cherry Sunburst. 

## Studio Lite
A mediados de los 90 se produjeron la Lite Studio y la Studio Lite M-III, (la línea lite se produjo entre el año 91 y el 97) Estuvieron producidos con madera de balsa en algunas partes del cuerpo con el fin de aligerar su peso en respuesta de las quejas de los dolores de espalda que provocaba una Les Paul después de 4 o 5 horas de tocar: la Lite Studio estaba equipada con ceramic magnet humbuckers (496R/500T). La M-III tenía la nueva combinación de 2 humbuckers y una single-coil en el centro, su selector de pastillas tiene 5 posiciones diferentes para single-coil en la posición "up" y 4 para humbuckers en la posición "down" además de una posición "off", el nombre M-III se refiere a la Gibson M-III Model, que es una guitarra de estilo Superstrat para la cual estos electrónicos fueron hechos originalmente.
Se produjo en colores azul, cherry sunburst,tabaco sunburst,rojo y un color denominado transblack (diferente al color producido tiempo después más oscuro) el transblack utilizado en la línea lite es un lacado con una baja cantidad de negro también conocido como chambered, la línea lite contaba con diapasón en ébano (los colores citados se diferenciaban vistos a distancia, a una edición especial de la studio tradicional en algunos años de los 90 la cual contaba con diapasón en ébano diferente a la alpine white esta línea solo se producía con color red wine y negro con tuners kluson, esta contaba hardware con dorado también). La línea lite contaba con hardware dorado o negro este último en las guitarras transblack, azul y rojo. Contaba con tuners de cabezal pequeño en marca gibson o grover, actualmente los modelos Lite son considerados coleccionables.

## Gibson Les Paul Studio Últimos Años
En la actualidad Gibson continúa fabricando el modelo Studio, con cuerpo de caoba con tapa de arce, brazo de caoba, diapasón de palorosa o ébano (en el acabado Alpine White solamente), con la opción de hardware ya sea cromado o dorado, un cabezal Gibson con el logo Gibson pintado y la firma de Les Paul, la tapa que cubre el alma con la palabra "Studio" siendo las letra "S" un parecido a la clave de sol, incrustaciones trapezoidales en madre perla, pastillas Humbucker 490R (Rhythm) en el mástil y 498T (Treble) en el puente, en electrónica, como ya se mencionó, utiliza las especificaciones de las Custom, y viene en 4 diferentes acabados: Wine Red, Fireburst, Alpine White y Ebony y viene con estuche Gibson Usa color negro.
En los modelos 2014 y 2015 cuenta con la inscripción 120 aniversario y la firma Lespaul fue cambiada en esos años con la firma original del guitarrista legendario Lespaul.
Aparecieron las líneas LPJ, tribute y future, LPM, la Lpj reduce costos lo cual es notorio en primera instancia en el tema de la pintura que no viene sellada la pintura en su totalidad y usa tinturas para la tonalidad, con pickups hambukers gibson o emg activos, tuner kluson de cabezal color negro. En las líneas tribute se caracterizan por una mejor calidad de pintura y características de los neck profile 50, 60 o 70,s  según el año de producción cuentan con tuners kluson o grover de seguridad adicional a este tipo de perillas, en modelos 60 con clavijas tipo sombreo de bruja en modelos 70 o 50 mayoritariamente con clavijas tipo top hat. El modelo future cuenta con una calidad de pintura satinada, con perillas de velocidad metálicas como las utilizadas por las guitarras de floyd rose, así mismo un sistema de tuners frontales llamado "SteinbergerGäó gearless tuners" y la línea lpm tiene las características de una studio deluxe, cuenta con un sistema robot de clavijas, en un estuche  tipo flying hardcase satín dorado
contaba con un puente en bronce ajustable en su altura y un diapasón ancho de lado.

## Studio Robot
Existe hoy en día una variante de las LP Studio con la tecnología Robot de Gibson desmontable y sus controles únicamente en el clavijero. En los primeros años contaba con diapasón en ébano y binding al borde del diapasón y una incrutación en el cabezal con la marca gibson, estos primeros modelos venían en gamas de color metalizadas y en un hardcase gris. Los modelos posteriores tenían las mismas características de una studio normal. El primer sistema usado fue el troncal, que obtuvo poca aceptación y tenía tendencia a fallar: el cableado venía dentro del diapasón para conectar el control de tipo potenciómetro.

## EpiphoneLP Studio
Epiphone ofrece también un modelo Studio de la Les Paul a un menor coste, este sólo se encuentra en acabados como Worn Cherry, Worn Brown, Y como parte de la línea Goth de Epiphone en Negro Mate, trae 2 Alnico Classic Humbuckers sin cubre pastillas como los modelos Standard o Custom o la misma Gibson.